# Stenopogon pumilus
Stenopogon pumilus är en tvåvingeart som beskrevs av Daniel William Coquillett 1904. Stenopogon pumilus ingår i släktet Stenopogon och familjen rovflugor. Inga underarter finns listade i Catalogue of Life.